# Bahnstrecke Laupheim West–Schwendi
| Bahnstrecke zwischen Laupheim West und Laupheim Stadt |                                                 |                                         |                                         |
| Streckennummer (DB): | 4510                                            |                                         |                                         |
| Kursbuchstrecke (DB): | 751 306c (1946)                                 |                                         |                                         |
| Streckenlänge: | 16,02 km                                        |                                         |                                         |
| Spurweite: | 1435 mm (Normalspur)                            |                                         |                                         |
| Streckenklasse: | D4                                              |                                         |                                         |
| Stromsystem: | Laupheim West – Laupheim Stadt: 15 kV 16,7 Hz ~ |                                         |                                         |
| Maximale Neigung: | 17 ‰                                            |                                         |                                         |
| Minimaler Radius: | 200 m                                           |                                         |                                         |
| Streckengeschwindigkeit: | 80 km/h                                         |                                         |                                         |
| Zugbeeinflussung: | PZB                                             |                                         |                                         |
| |                                                 |                                         |                                         |
| \| \| \| von Ulm Hbf \| \| \| \| 0,000 \| Laupheim West (Keilbahnhof) \| 501 m \| \| \| \| nach Friedrichshafen Stadt \| \| \| \| \| von Laupheim Kurve Süd \| \| \| \| 0,221 \| Laupheim Kurve Ost (Bft) \| Laupheim Kurve Ost (Bft) \| \| \| \| Rottum \| \| \| \| 2,320 \| Laupheim \| Laupheim \| \| \| 2,390 \| Laupheim Stadt (seit 1999; bis 2011 Hp) \| Laupheim Stadt (seit 1999; bis 2011 Hp) \| \| \| 5,270 \| Bronnen (b Laupheim) \| 522 m \| \| \| 8,110 \| Burgrieden \| 503 m \| \| \| 9,710 \| Rot (b Laupheim) \| 508 m \| \| \| 12,200 \| Orsenhausen-Bußmannshausen \| 513 m \| \| \| 14,050 \| Großschafhausen-Wain \| 523 m \| \| \| 16,020 \| Schwendi \| 524 m \| \| \| \| \| \| \| Quellen: [1][2][3] \| \| \| \| |                                                 |                                         |                                         |
| Strecke |                                                 | von Ulm Hbf                             | von Ulm Hbf                             |
| Bahnhof | 0,000                                           | Laupheim West (Keilbahnhof)             | 501 m                                   |
| Abzweig geradeaus und nach rechts |                                                 | nach Friedrichshafen Stadt              | nach Friedrichshafen Stadt              |
| Abzweig geradeaus und von rechts |                                                 | von Laupheim Kurve Süd                  | von Laupheim Kurve Süd                  |
| Blockstelle | 0,221                                           | Laupheim Kurve Ost (Bft)                | Laupheim Kurve Ost (Bft)                |
| Brücke über Wasserlauf |                                                 | Rottum                                  | Rottum                                  |
| ehemaliger Bahnhof | 2,320                                           | Laupheim                                | Laupheim                                |
| Kopfbahnhof Strecke ab hier außer Betrieb | 2,390                                           | Laupheim Stadt (seit 1999; bis 2011 Hp) | Laupheim Stadt (seit 1999; bis 2011 Hp) |
| Bahnhof (Strecke außer Betrieb) | 5,270                                           | Bronnen (b Laupheim)                    | 522 m                                   |
| Bahnhof (Strecke außer Betrieb) | 8,110                                           | Burgrieden                              | 503 m                                   |
| Bahnhof (Strecke außer Betrieb) | 9,710                                           | Rot (b Laupheim)                        | 508 m                                   |
| Bahnhof (Strecke außer Betrieb) | 12,200                                          | Orsenhausen-Bußmannshausen              | 513 m                                   |
| Bahnhof (Strecke außer Betrieb) | 14,050                                          | Großschafhausen-Wain                    | 523 m                                   |
| Kopfbahnhof Streckenende (Strecke außer Betrieb) | 16,020                                          | Schwendi                                | 524 m                                   |
| |                                                 |                                         |                                         |
| Quellen: |                                                 |                                         |                                         |

Die Bahnstrecke Laupheim West–Schwendi ist eine 16 Kilometer lange, eingleisige Nebenbahn in Baden-Württemberg. Sie zweigt von der Bahnstrecke Ulm–Friedrichshafen ab und führt nach Laupheim und verlief ehemals weiter durch das Rottal bis Schwendi. Die Strecke wird auch Rottalbahn genannt, die Strecke sowie die ehemals auf ihr verkehrenden Züge im Volksmund Rottalmolle, von oberschwäbisch Molle für ‚männliches Rind‘.
Die Königlich Württembergischen Staats-Eisenbahnen nahmen die Strecke vom Bahnhof Laupheim West zum Bahnhof Schwendi 1904 in Betrieb. Als Nebenbahn diente sie insbesondere der Anbindung von Laupheim an die Hauptbahn Ulm–Friedrichshafen und der Erschließung des Rottals. Die Deutsche Bundesbahn legte den Abschnitt Laupheim–Schwendi bis 1985 still. Der Abschnitt zwischen Laupheim West und Laupheim war ab 1983 ohne regelmäßigen Personenverkehr. Seit 1999 wird diese verbliebene Teilstrecke bis Laupheim Stadt wieder im Personennahverkehr befahren und wurde 2021 elektrifiziert.
Betreiber der Infrastruktur ist die DB Netz.

## Geschichte

### Erste Ideen und Streckenvorschläge
1850 nahmen die Königlich Württembergischen Staats-Eisenbahnen die Bahnstrecke Ulm–Friedrichshafen in Betrieb, die Oberschwaben und die Wirtschaftszentren am mittleren Neckar miteinander verband, aber drei Kilometer westlich an Laupheim vorbei führte, wo der Bahnhof Laupheim eröffnet wurde.
Nachdem Laupheim 1869 die Stadtrechte erhielt, gab es ab Anfang der 1870er Jahre Wünsche und Ideen zum Anschluss von Laupheim und des Rottals an das Eisenbahnnetz.

### Streckenplanung
Im April 1899 teilten die Württembergischen Landstände die Aussicht der Regierung des Königreichs Württemberg auf eine Nebenbahn Laupheim–Schwendi in der Finanzperiode 1901/1903, die wie die nahegelegene Bahnstrecke Biberach–Ochsenhausen in Schmalspur ausgeführt werden sollte, mit. Die Baukosten für die 16,02 Kilometer lange Strecke wurden mit 1,137 Millionen Mark angegeben, wobei sich die Gemeinden mit den Kosten für den Grunderwerb und 50 000 Mark hätten beteiligen müssen.
Die Hohe Ständeversammlung genehmigte das Projekt am 1. Juli 1899 widerspruchslos und empfahl es der Regierung für die Bauperiode 1901/1903. Während sich der Baubeginn verzögerte, schlug die Generaldirektion der Königlich Württembergischen Staats-Eisenbahnen, nach einem Gutachten des für Eisenbahnen zuständigen Ministeriums der auswärtigen Angelegenheiten vom Februar 1900, eine Ausführung in Normalspur vor. Als Vorteile wurden dabei die Kosteneinsparungen im Betriebsablauf durch entfallende Rollschemelverladungen beim erwarteten starken Holztransport von und zu den Sägewerken im Rottal, einfachere Verlademöglichkeiten im Bahnhof Laupheim sowie höhere mögliche Fahrgeschwindigkeiten genannt. Dafür waren eine Erhöhung der Kurvenradien auf mindestens 200 Meter sowie erwartete Mehrkosten von ungefähr 210 000 Mark nötig. Die erste Rate von insgesamt 200 000 Mark wurde durch einen Landtagsbeschluss vom 29. Januar 1902 und ein Gesetz von König Wilhelm II. am 21. Februar 1902 gewährt.
Nach einer Erlaubnis des Ministeriums vom April 1902 wurde entlang der Trasse mit Feldbegehungen, Probebohrungen und die Erstellung von Plänen für die Unterbauten begonnen. Der Streckenplan, das Grunderwerbsverzeichnis und der Beschreibung der Wege- und Wasserlaufveränderungen waren im August 1902 fertiggestellt.

### Errichtung und Inbetriebnahme
Der Bau begann im Herbst 1902 mit dem Abschnitt zwischen dem bestehenden Bahnhof Laupheim und dem Bahnhof Laupheim Stadt, der von 1939 bis 1999 Laupheim hieß. Im Frühjahr 1904 wurden die Bauarbeiten abgeschlossen.
Die Strecke wurde am 16. Mai 1904 feierlich eröffnet.

### Stilllegung
Zwischen Laupheim und Schwendi folgten nach der Einstellung des Verkehrs 1984 die Stilllegung mit Wirkung vom 31. Dezember 1985 und der Rückbau der Gleisanlagen ab dem Winter 1986.

### Reaktivierung im Personenverkehr
Der Abschnitt Laupheim West–Laupheim, auf dem ab 1983 kein Personenverkehr mehr durchgeführt worden war, wurde am 30. Mai 1999 für den Personenverkehr reaktiviert. Anstelle des Endbahnhofs Laupheim wurde der Haltepunkt Laupheim Stadt errichtet.
Zwischen Juni 2009 und Juni 2011 wurde von der Strecke abzweigend, als Verbindungskurve Richtung Biberach, die Südkurve Laupheim errichtet und der Haltepunkt Laupheim Stadt für Zugkreuzungen zu einem Bahnhof mit zwei Hauptgleisen erweitert.
Die Strecke Laupheim West–Laupheim Stadt wurde ab dem Frühjahr 2018 im Rahmen des Projekts „Elektrifizierung Südbahn“ elektrifiziert. Die Aufnahme des elektrischen Betriebs erfolgte zum Fahrplanwechsel am 12. Dezember 2021.

### Unfälle
1928 entgleiste in der Nähe von Schwendi die Dampflokomotive 89 361 mit den beiden nachfolgenden Reisezugwagen, die umfielen, wobei aber kein Personenschaden entstand.
Der schwerste Unfall auf dieser Strecke ereignete sich 1938, als ein Lastwagen, der Kies zum Fliegerhorst Laupheim transportierte, mit einem Zug zusammenstieß. Dabei starb der Lastwagenfahrer.

## Fahrzeugeinsatz
Ab 1953 verkehrten auf der Strecke auch Uerdinger Schienenbusse. Die Deutsche Bahn setzte nach 1999 als Regionalbahnen Dieseltriebwagen der Baureihen 628 und 650 ein, die nach der Elektrifizierung zum Fahrplanjahr 2022 durch Elektrotriebzüge der Baureihe 425 ersetzt wurden.

## Verkehr

### Personenverkehr
Im Personennahverkehr nahmen die Beförderungszahlen in den ersten Jahren nach der Eröffnung stark zu und die Strecke entwickelte sich so schnell zu einer der pro Streckenlänge rentabelsten Nebenbahnen in Württemberg. 1914 setzten die Königlich Württembergischen Staats-Eisenbahnen täglich sechs Personenzugpaare zwischen Laupheim Hauptbahnhof und Schwendi, dazu zwölf weitere Zugpaare zwischen Laupheim Hauptbahnhof und Laupheim Stadt ein.
Im Sommerfahrplan 1939 verkehrten auf der Gesamtstrecke vier Zugpaare, werktags und samstags jeweils ein weiteres. Zwischen Laupheim West und Laupheim verdichteten bis zu sechs weitere Züge pro Richtung den Fahrplan. Nach Beginn des Zweiten Weltkriegs verkehrte auf der Gesamtstrecke ein Zugpaar weniger nach Schwendi, auch die Anzahl der zusätzlichen Züge Laupheim West–Laupheim wurde verringert.
In der Nachkriegszeit nahm das Fahrgastaufkommen kontinuierlich zu. In den 1950er Jahren war ein Zugpaar nach Ulm verlängert, das viele Pendler von Burgrieden zu Magirus nach Ulm und zurück nutzten. Mit bis zu zehn werktäglichen Zugpaaren war das Beförderungsangebot 1957 am größten. Mit dem Sommerfahrplan 1959 verkehrten an
Samstagnachmittagen keine Personenzüge mehr, während die Anzahl der Züge montags bis freitags ebenfalls enorm verringert und die Relation stattdessen von Bahnbussen bedient wurde. Aufgrund der Massenmotorisierung ging die Personenbeförderung ab den 1960er Jahren stark zurück. 1963 verkehrten montags bis freitags sieben Zugpaare auf der Gesamtstrecke, zusätzlich weitere sieben Zugpaare zwischen Laupheim West und Laupheim. Sonntags verkehrten nur Bahnbusse im Schienenersatzverkehr.
Die Deutsche Bundesbahn stellte den Personenverkehr auf dem Abschnitt Laupheim–Schwendi zum 23. Mai 1971 ein und ersetzte ihn durch Bahnbusse. Zum 29. Mai 1983 folgte das Ende des übrigen Personenverkehrs zwischen Laupheim West und Laupheim. Danach fuhren jeweils noch vereinzelte Sonderzüge.
Nach der Wiederaufnahme des Personenverkehrs bis Laupheim Stadt zum Fahrplanjahr 1999 verkehrten stündlich durchgehende Regionalbahnen von und nach Ulm Hauptbahnhof. Mit der Inbetriebnahme der Südkurve Laupheim im Juni 2011 wurde diese Linie über die Südkurve nach Biberach verlängert, indem die Züge in Laupheim Stadt kopfmachen und den Abschnitt Laupheim Kurve Ost–Laupheim Stadt doppelt befahren.

### Güterverkehr
Im Güterverkehr stiegen die Transportzahlen in den ersten Jahren stark an. Von besonderer Bedeutung war der Transport von Holz und Holzprodukten, wofür das nahe des Bahnhof Schwendi gelegene Sägewerk Johann Schilling mit einem Gleisanschluss angeschlossen wurde. Weitere Güterkunden waren die Schreinerei Jost in Großschafhausen, der Hof der Freiherren von Schwendi und die Schlossbrauerei Süßkind-Schwendi. Große Mengen Holz wurden für den Ausbau der Schützengräben an der Westfront im Ersten Weltkrieg sowie als Reparationen nach dem Zweiten Weltkrieg nach Frankreich abtransportiert.
Nachdem ab den 1950er Jahren Güterverkehr auf die Straße verlagert wurde, endete der Schienengüterverkehr zwischen Laupheim und Schwendi am 28. September 1984. Danach bestand noch Stückgutverkehr bis Laupheim. Das absehbare Ende des Güterverkehrs auf der Reststrecke Laupheim West–Laupheim wurde bis zum 15. März 1999, vor der Wiederaufnahme des Personenverkehrs im selben Jahr, hinausgezögert.

## Galerie

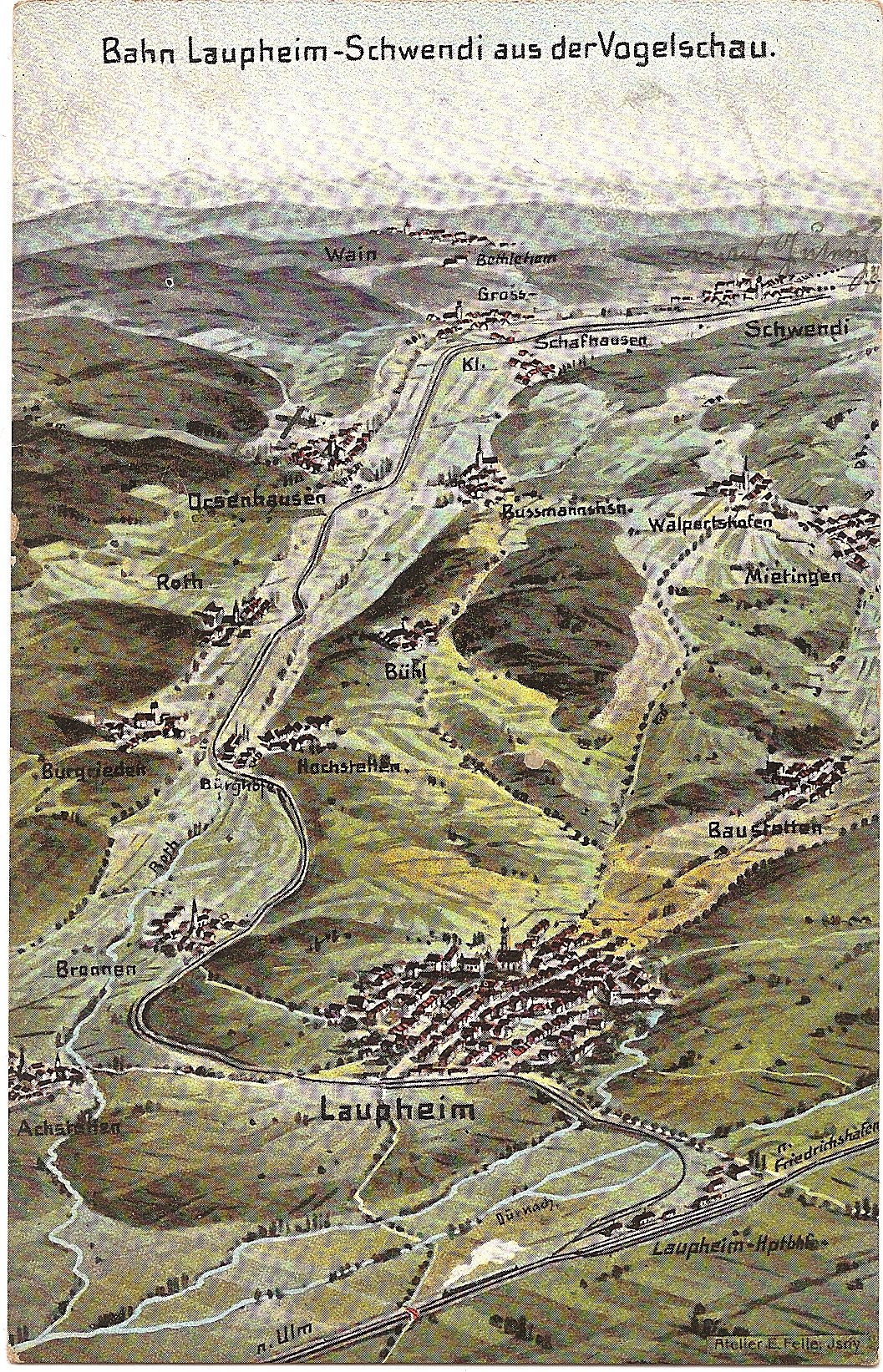
Streckenverlauf aus der Vogelschau auf einer Ansichtskarte von Eugen Felle, 1911
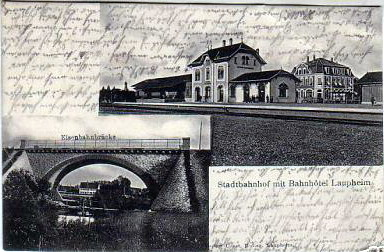
Bahnhof Laupheim Stadt, 1904
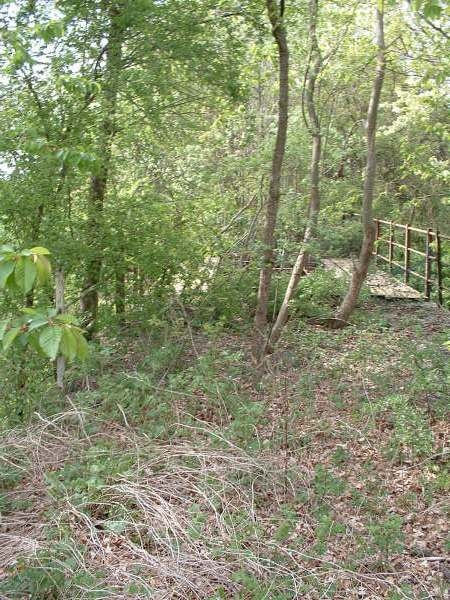
Ehemalige Brücke bei Bronnen